# سد درودزن
سد مخزنی درودزن (نام پیشین: سد داریوش کبیر) در پنجاه کیلومتری شمال غرب شهر مرودشت در استان فارس و بر روی رود کر ساخته قرار دارد. ساخت این سد در سال ۱۳۵۱ هجری خورشیدی به پایان رسید و آب آشامیدنی شهرهای شیراز و مرودشت و آب کشاورزی منطقه مرودشت و دشت کربال را پشتیبانی می‌کند.
در حدود ۲۴۰۰ سال پیش نیاز به آب برای آبیاری مزارع این منطقه، هخامنشیان را وادار به ساخت سدی در حوالی روستای درودزن کرد. نگرش وسیع داریوش هخامنشی و به خدمت گرفتن مهندسی و همت ایرانیان باعث ساخت یکی از بدیع‌ترین سازه‌های آبی در این محل شد. این سد که با توجه به زمان ساخت یکی از شاهکارهای مهندسی جهان به‌شمار می‌رفته در بهترین نقطه از مسیر رود کر ساخته شده و آن زمان به نام سد داریوش بزرگ شناخته می‌شده است.
تنها همین شاخصه کافی بود که در قرون بعد در همین مکان سد جدیدتری طراحی و ساخته شود و نهایتاً در سال ۱۳۵۱ هجری خورشیدی با توجه به نیاز به سدی بزرگ، بهترین محل ساخت در همین نقطه استراتژیک تشخیص داده شد و همین امر باعث شد که بقایای سد داریوش از این محل به محلی در ۳ کیلومتری آن انتقال یابد.
سد جدید در سال ۱۳۵۱ خورشیدی به منظور تأمین آب آشامیدنی شهر شیراز و تأمین آب کشاورزی منطقه مرودشت و دشت کربال ساخته شده و جالب است که سد جدید نیز، عنوان قدیمی‌ترین سد خاکی ساخته شده در خاورمیانه را یدک می‌کشد. این سد در ابتدا با همان نام «داریوش کبیر» شناخته می‌شد ولی پس از انقلاب اسلامی ایران نام آن به «درودزن» که نام روستایی در نزدیکی آن است تغییر یافت.

## نگارخانه

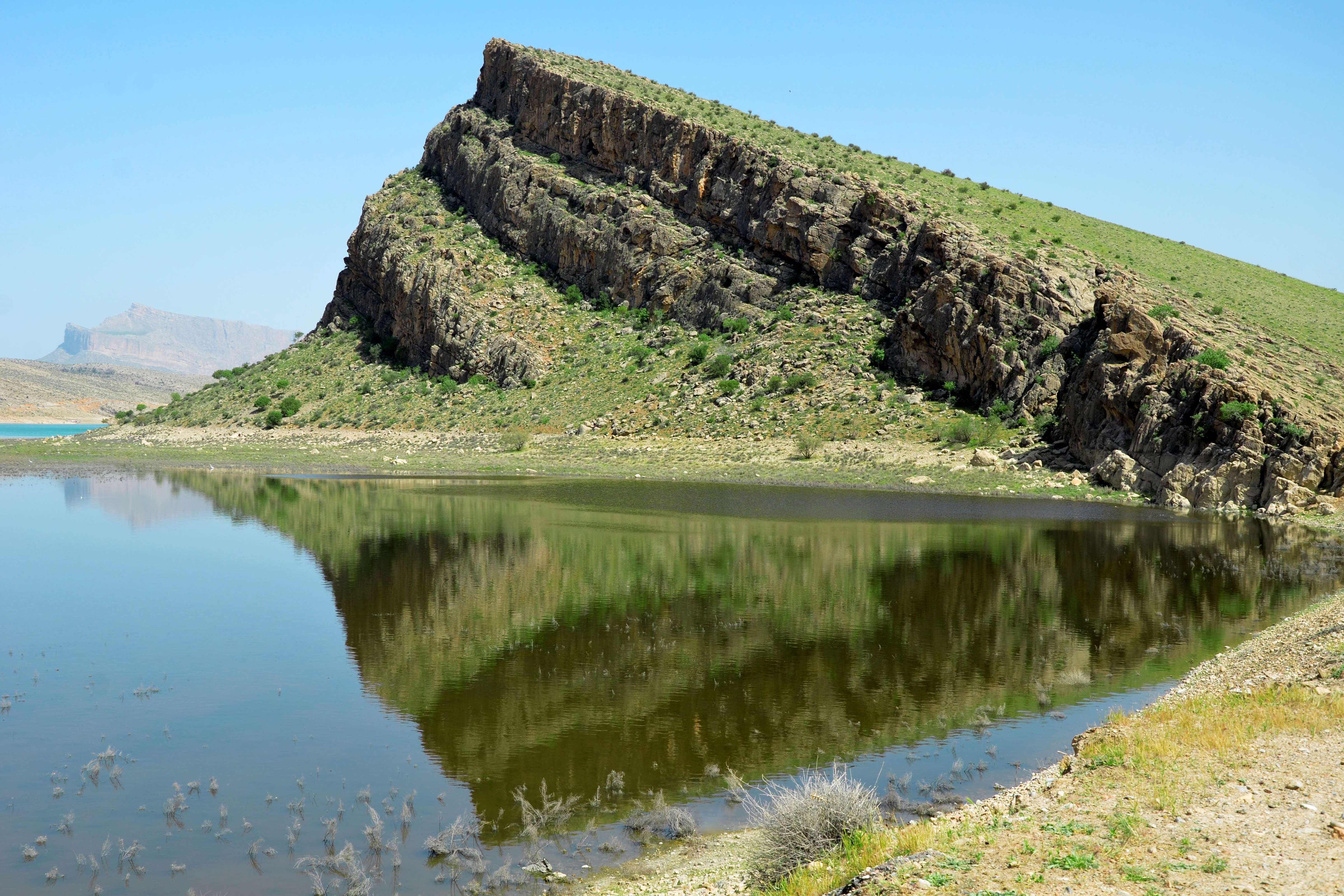
دریاچه سد درودزن
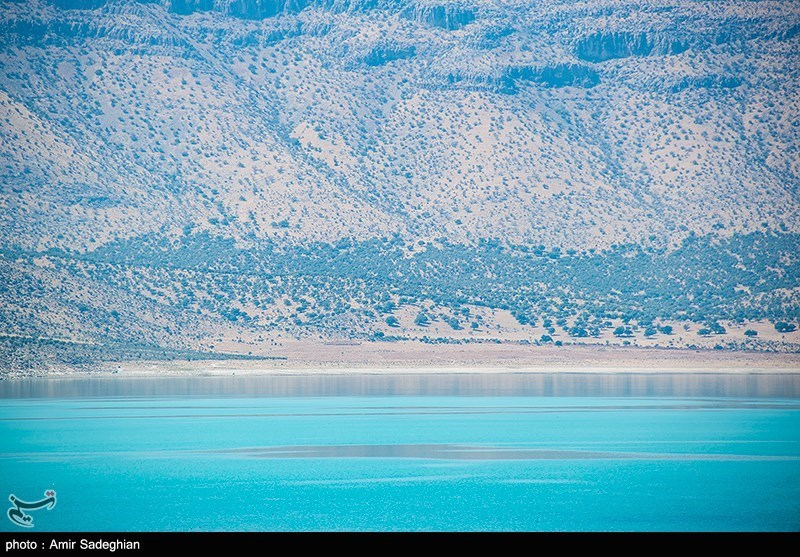
دریاچه سد درودزن
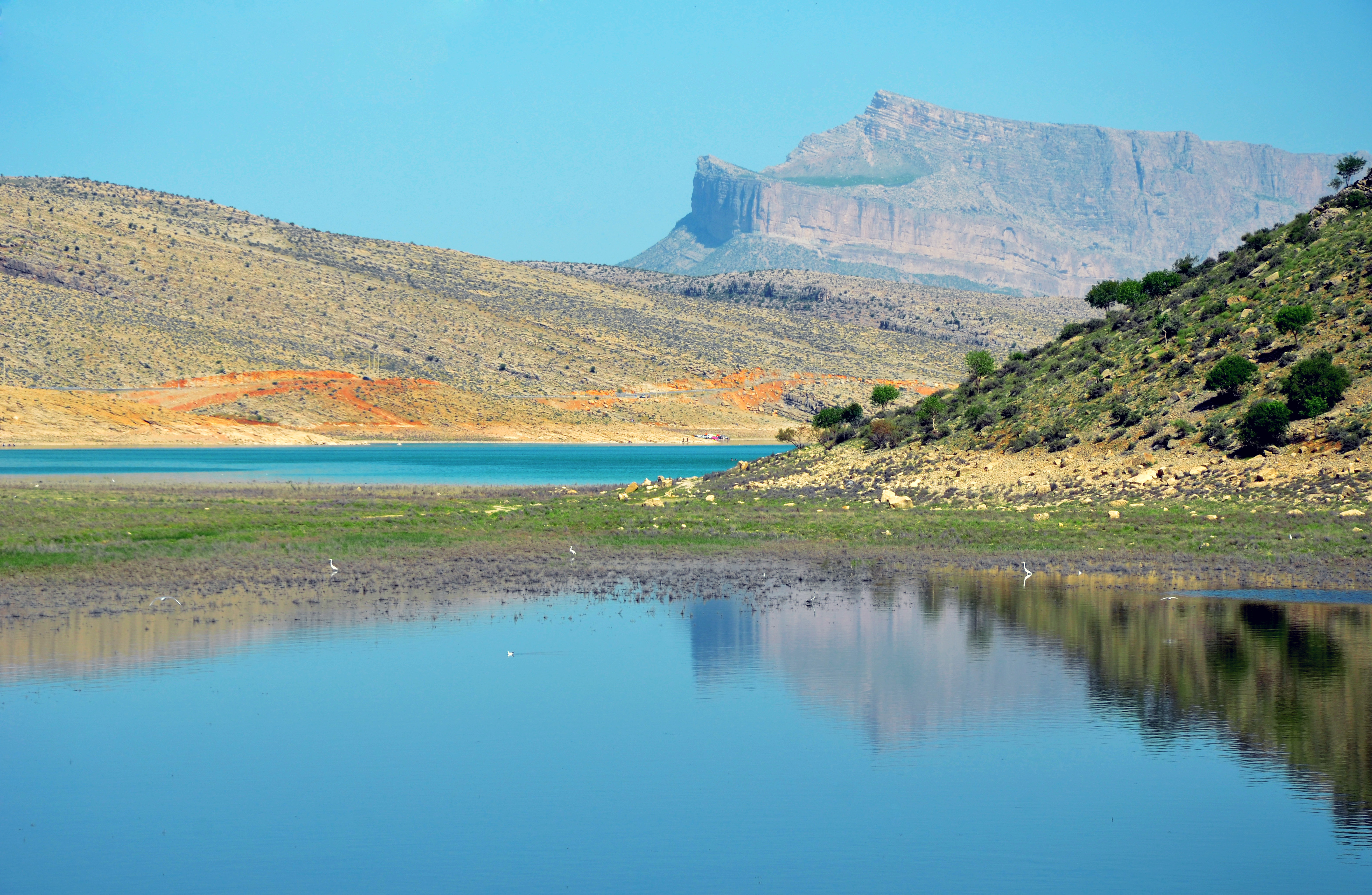
دریاچه سد درودزن

## ویژگی‌های دیگر
عرض تاج: ۹ متر
حجم مرده مخزن: ۱۳۳ میلیون مترمکعب
حجم مفید مخزن: ۸۳۰ میلیون مترمکعب
نوع سرریز: بتنی آزاد
مساحت دریاچه: ۵۵ کیلومتر مربع